# コルフ海峡

地図中央のケルキラ島（コルフ島）とその東にあるバルカン半島に挟まれた部分がコルフ海峡。

コルフ海峡（コルフかいきょう、ギリシャ語:Πορθμός της Κέρκυρας、アルバニア語:Ngushtica e Korfuzit）は、ギリシャのケルキラ島（コルフ島）と、アルバニアの南端およびギリシャのイオニア地方北部との間の海峡で、イオニア海に位置する。ケルキラ島から取り、ケルキラ海峡とも呼ばれる。長さは48キロ、最も広い所の幅は27キロ、最も狭い所の幅は2キロ。

## 歴史
1946年5月14日、イギリスの巡洋艦2隻がコルフ海峡通航中に、アルバニア沿岸から砲撃を受けた。同年10月22日、イギリス艦隊が同海峡通航中に、うちの駆逐艦2隻 が機雷と接触し爆発、86人が死傷した。アルバニア側は外国艦船が事前の許可抜きでアルバニアの領海を通航する権利はないと主張した。一方、イギリス側は海峡の“無害通航権”が国際法上の権利であると主張した。同年11月、イギリスはアルバニアの同意を得ずに同海峡を掃海し、その後国際連合安全保障理事会に提訴した。
安保理は1947年4月に事件を国際司法裁判所に付託する様勧告した。そこでイギリスが同年5月に事件を一方的に裁判所に付託した。裁判所は1949年4月9日の判決及び同年12月15日の判決で、コルフ海峡を国際海峡と認定し、アルバニアの損害賠償責任を認めた。この事件は国際海峡が国際法上の論点となった最初の事件として知られている。

## 注脚
1. ↑  領海の地位
2. ↑  国際海峡